# Cerniébaud
Cerniébaud település Franciaországban, Jura megyében. Lakosainak száma 90 fő (2022. január 1.). Cerniébaud La Latette, Le Crouzet, Les Pontets, Reculfoz, Fraroz és Mignovillard községekkel határos.

## Népesség
A település népességének változása:
| Lakosok száma | 74   | 55   | 49   | 62   | 82   | 85   | 88   | 89   | 89   | 90   |
|               | 1968 | 1982 | 1990 | 2006 | 2013 | 2015 | 2017 | 2019 | 2020 | 2022 |